# Шеметовка (Брестская область)
Шемето́вка (бел. Шамятоўка) — деревня в Кобринском районе Брестской области Белоруссии. Входит в состав Остромичского сельсовета.
По данным на 1 января 2016 года население составило 204 человека в 78 домохозяйствах.
В деревне расположены почтовое отделение, дом культуры и магазин.

## География
Деревня расположена в 26 км к северо-востоку от города и станции Кобрин и 70 км к востоку от Бреста, у автодороги М1 Брест-Минск.
На 2012 год площадь населённого пункта составила 1,51 км² (151 га).

## История
Населённый пункт известен с 1940 года. В разное время население составляло:
- 1999 год: 112 хозяйств, 312 человек;
- 2009 год: 248 человек;
- 2016 год[2]: 78 хозяйств, 204 человека;
- 2019 год[1]: 118 человек.